# Эпидемиология
Эпидемиология (др.-греч. ἐπιδημία — на народ; λόγος — учение) — общемедицинская наука, определяющая закономерности возникновения и распространения заболеваний различной этиологии с целью разработки контроля и профилактических мероприятий. Изучает случаи заболеваемости на определённой территории в определённое время среди определённых групп населения.
Данная популяционная наука суммирует данные, полученные по каждому человеку, занимается выявлением причинно-следственных связей и формирующая выводы о факторах риска болезней или об эффективности лечения. Это один из инструментов улучшения качества и продолжительности жизни людей.
Эпидемиолог — специалист по планированию исследований, касающихся здоровья, и интерпретации их результатов.
Эпидемиология сформировалась как наука по мере развития микробиологии, международную координацию и статистику исследований осуществляет Всемирная организация здравоохранения.
Эпидемиология — один из инструментов улучшения качества и продолжительности жизни людей.
Эпидемиология является одной из базовых дисциплин для доказательной медицины.
Эпидемиологические исследования проводятся не только в медицинской, но и в социальной сфере в аспектах, касающихся здоровья и качества жизни.
В России часто под термином эпидемиология понимают эпидемиологию инфекционных заболеваний.

## Предмет и методы
Первичная цель эпидемиологии заключалась в выявлении закономерностей возникновения, распространения и прекращения болезней человека и разработке мер профилактики и борьбы с ними[уточнить].
Эпидемиология в XXI веке стала наукой оценки всего, что связано со здоровьем и медициной с позиции улучшения здоровья и повышения качества жизни людей. Изучение инфекционных и неинфекционных заболеваний — только часть интересов эпидемиологии. В эпидемиологии разрабатывается методология количественной оценки факторов, влияющих на здоровье человеческой популяции. На основе статистической обработки наборов индивидуальных данных эпидемиологи оценивают распространение, факторы риска, медицинские и немедицинские способы предотвращения заболеваний.
Эпидемиологи разрабатывают дизайны исследований для оценки эффективности как медицинских вмешательств (лекарств, операций и других манипуляций), так и всего прочего, что используется для профилактики болезней и улучшения качества жизни людей.
В эпидемиологии существуют разные предметные области, посвящённые как отдельным заболеваниям, так и факторам риска для здоровья.
Эпидемиологи планируют исследования с целью получить нужные данные, обсуждают результаты исследований, обсуждают и принимают решения, можно ли полученные результаты использовать для принятия решений. Главным достижением современной эпидемиологии стало то, что решения в медицине теперь принимаются на основе данных, полученных в научных исследованиях.
Задачи эпидемиологии сводятся к следующим:
- определению медицинской и социально-экономической значимости болезни, её места в структуре патологии населения;
- изучению закономерностей распространения болезни во времени (по годам, месяцам и т. п.), по территории и среди различных групп населения (возрастных, половых, профессиональных и т. д.);
- выявлению причин и условий, определяющих наблюдаемый характер распространения болезни;
- разработке рекомендаций по оптимизации профилактики;
- разработке прогноза распространения изучаемой болезни.

Объектом эпидемиологии инфекционных болезней является эпидемический процесс, закономерности его развития и формы проявления.
Предметом эпидемиологии являются:
- процесс возникновения и распространения любых патологических состояний среди людей (в популяции);
- состояние здоровья (невозможность возникновения и распространения патологических состояний).

Эпидемиологический метод — специфическая совокупность приёмов и способов, предназначенных для изучения причин возникновения и распространения любых патологических состояний в популяции людей (включает наблюдение, обследование, историческое и географическое описание, сопоставление, эксперимент, статистический и логический анализ).
Приоритетным методом современного эпидемиолога является навык критической оценки данных.
Матрица угроз
Одним из методов эпидемиологии является построение матрицы угроз. Известно
несколько способов построения матрицы. В первом варианте на вертикальной оси отображается серьёзность последствий, а на горизонтальной — вероятность возникновения. Другой вариант матрицы угроз имеет горизонтальную ось, определяющую возможную тяжесть
патогенного события, и вертикальную ось, отображающую степень готовности.

## Эпидемиология в мире
Во многих странах эпидемиология не является частью медицины, в странах Европейского Союза и в США эпидемиолог — не врачебная специальность. У эпидемиолога может быть медицинское образование, но большинство западных эпидемиологов — специалисты по анализу данных без медицинского образования. При этом такие эпидемиологи постоянно взаимодействуют с врачами, чтобы правильно интерпретировать результаты обработки данных.
В университетах многих стран эпидемиологию преподают и проводят эпидемиологические исследования, это университетская наука, с которой работают большие факультеты наряду с биостатистикой (эпидемиология и биостатистика — родственные дисциплины, дополняющие друг друга).
В странах с хорошо развитой эпидемиологией много эпидемиологов, и они специализируются на отдельных областях исследований или занимаются общей методологией исследований (создают новые методы проведения исследований), в том числе эпидемиологические дизайны фармакологических исследований (исследований новых лекарственных средств).

## Эпидемиология в России
В России нет школы современной эпидемиологии.
В России эпидемиология рассматривается как прикладная дисциплина по борьбе с распространением инфекционных заболеваний, эпидемиологи ассоциируются с инфекционистами и с вирусологами. Российский эпидемиолог чаще всего — не учёный-исследователь, а больничный врач, занимающийся наблюдением за инфекциями и предотвращением их распространения.
Из-за слаборазвитости российской фармацевтической индустрии в России эпидемиологи не занимаются разработкой методологии и дизайна фармакологических исследований.
Ситуация с эпидемиологией как исследовательской и университетской наукой в России постепенно меняется, например, заработал Центр междисциплинарных медицинских исследований на базе Европейского университета в Санкт-Петербурге, а в Университете ИТМО теперь готовят магистров по наукам общественного здравоохранения. Издан современный учебник эпидемиологии

## История
Современная эпидемиология как наука сформировалась только в 20 веке.

### Древние и средние века

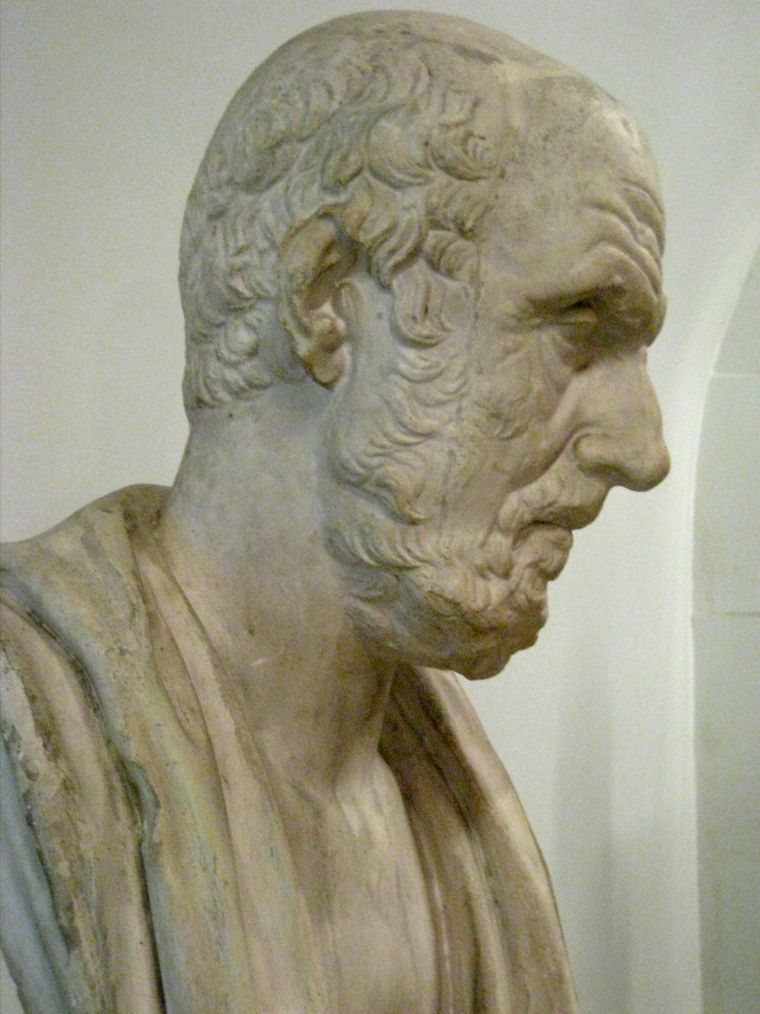
Гиппократ (460—370 до н. э.)

Основоположником учения о эпидемиологии считается Гиппократ. До наших дней дошли сочинения Гиппократа «Семь книг об эпидемиях», «О воздухе, водах и местностях» и др. В. А. Башенин в своём учебнике по общей эпидемиологии писал: «В течение почти 2000 лет по эпидемиологии не было высказано более оригинальных научных взглядов, чем взгляды Гиппократа». Со времён Гиппократа, то есть около 2400 лет назад, под словом «эпидемия» понимали массовые заболевания среди людей, которые могли включать болезни инфекционной и неинфекционной природы.
Конечно, в древние и средние века эпидемии в основном являлись результатом распространения заразных заболеваний, хотя представления о том, что такое зараза и как она проникает в организм, были различными. Ещё в древности возникли две теории развития эпидемии. Первая теория, выдвинутая Гиппократом, предполагала, что причиной эпидемий является проникновение в организм людей неких веществ — миазмов, находящихся в космосе или в почве, в частности, в болотистых местах. Согласно этому представлению, вдыхание миазм большим количеством людей приводит к возникновению массовой заболеваемости. Эта точка зрения обосновывалась на наблюдениях, когда возможность заражения пострадавших от других больных проследить не удавалось. По-видимому, не случайно и упоминание о болотистых местах: вполне вероятно, что речь шла о наблюдениях в очагах малярии, при которой невозможно проследить заразность больного — непосредственной угрозы для окружающих он не представляет (больной как бы «не контагиозен»).
Вторая теория предполагала, что причиной развития эпидемий является распространение среди людей живого болезнетворного агента. Эту точку зрения высказал величайший философ Греции Аристотель (IV в. до н. э.), в дальнейшем она нашла последователей в Древнем Риме. Марк Теренций Варрон (116-27 гг. до н. э.) назвал этого агента «Contagium vivum». По существу, как показал исторический опыт, эта гениальная догадка предопределила весь ход развития эпидемиологии, базировалась она на очевидной заразности больных при имевших в те времена широкое распространение нозоформах, таких как чума, оспа и некоторые другие.

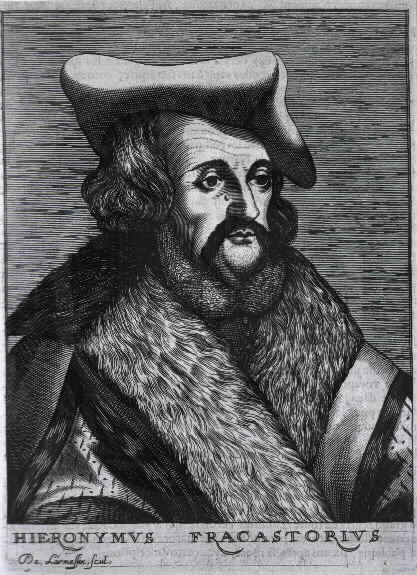
Фракасторо (1478—1553)

### Возрождение и Новое время

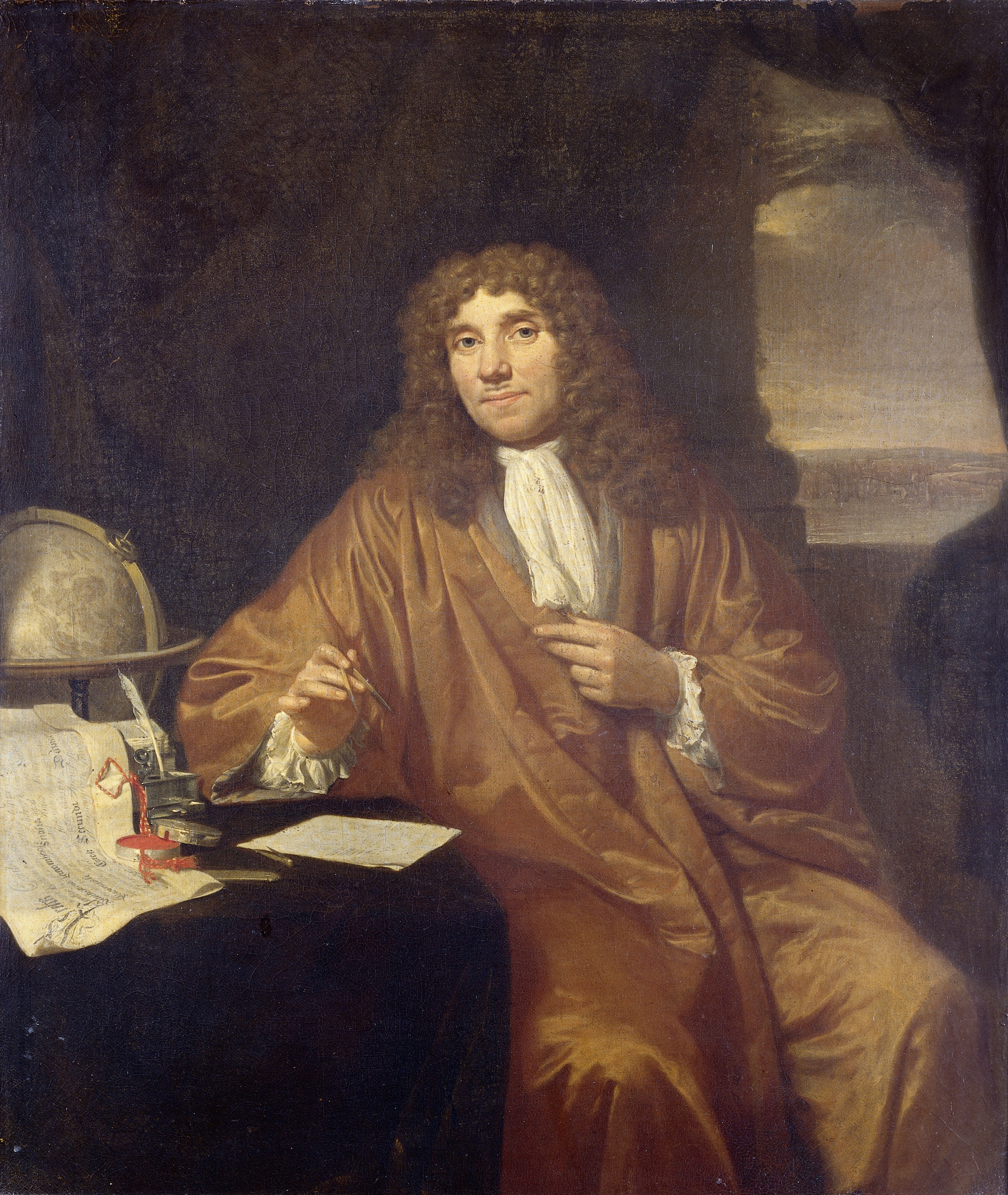
А. Левенгук, (1632—1723)

В эпоху Возрождения контагионистская гипотеза получила развитие в трудах итальянского врача Фракасторо. Он опубликовал книгу «Siphilides Libris III» (откуда и название болезни — сифилис), в которой сформулировал положение о заразности больного для других. Поскольку при венерических заболеваниях проследить контакты с больным не трудно, в книге были представлены неопровержимые доказательства в пользу контагионистской теории. Это была важнейшая веха в понимании сути эпидемий.
Последовательным сторонником этой гипотезы был основоположник отечественной эпидемиологии Д. С. Самойлович (1724—1810). Труды Самойловича по чуме были признаны всеми учёными Европы, и он был избран членом различных иностранных Академий.
Д. С. Самойлович первый в мире пытался применить микроскоп для обнаружения предполагаемого возбудителя чумы. Разрешающая способность имевшегося микроскопа и техника микроскопирования не позволили получить положительного результата.
Нет сомнения, что постоянная дискуссия контагионистов и сторонников миазматической теории послужила основой дальнейшего развития науки.

### Микробиологические исследования

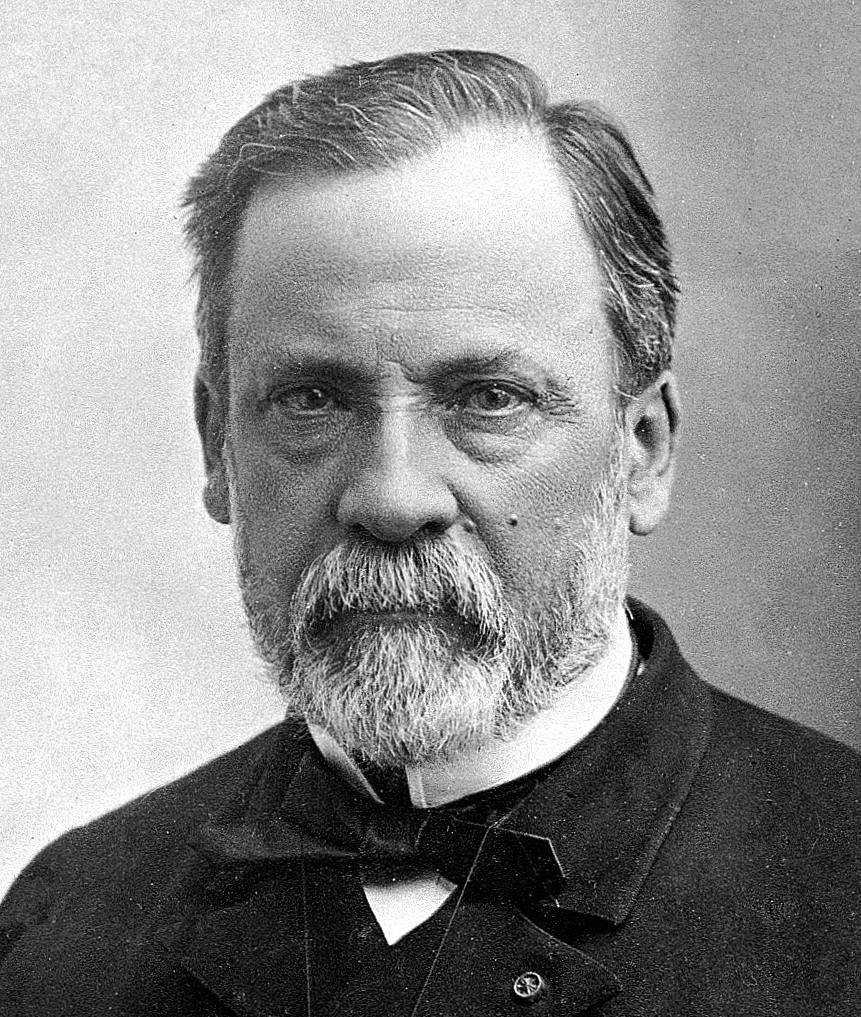
Луи Пастер (1822—1895)

Следующим, причём решающим этапом в познании внутренней сущности эпидемии стали великие микробиологические открытия и достижения второй половины XIX в., которым предшествовало открытие микробов (А. Левенгук, 1632—1723). Исследования Л. Пастера (1822—1895), Р. Коха (1843—1910) и их многочисленных учеников определили не только торжество контагионистской теории, но и привели к разработке множества практических мер в борьбе с заразными заболеваниями (современная диагностика заболеваний, использование дезинфекции, разработка и введение в широкую практику специфической профилактики с помощью вакцин и сывороток и т. д.).
Английский врач Джон Сноу известен своим расследованием причин эпидемии холеры в XIX веке.
Целью эксперимента, проведённого Сноу, было выяснение путей передачи холеры. Он обратил внимание, что две разные компании снабжали водой один и тот же район Лондона. Обе водопроводные компании забирали воду из Темзы в тех местах, которые могли подвергаться заражению из городской канализации.
Но в 1892 году после эпидемии холеры, одна из этих компаний, «Ламбет компани», перенесла свою водоочистительную систему выше по течению, туда, где не было лондонской канализации. Другая, «Саутуорок энд Воксхолл компани», оставила всё как было. Обе компании поставляли питьевую воду в один и тот же район города. Часто отдельный дом пользовался источником водоснабжения, которым не пользовались соседние дома. Между людьми, получающими воду из источников различных компаний, нет никакой разницы ни в положении, ни в профессии.

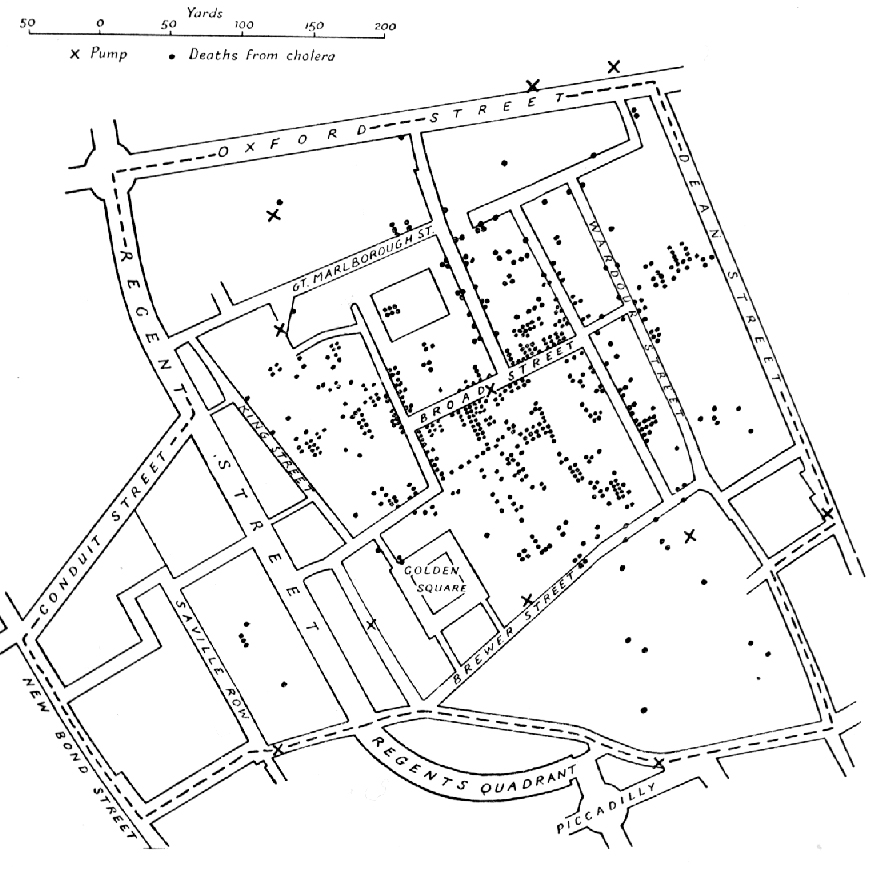
Оригинальная карта доктора Джона Сноу, показывающая распределение случаев заболевания холерой эпидемии в Лондоне (в 1854 году)

Данные эксперимента оказались грандиозными. Не менее 300 000 людей обоих полов, всех возрастов и профессий, всех уровней и общественных положений — от знати до самых бедных слоёв — были разделены на две группы без их ведома и воли.
Одна группа получала воду с примесью лондонской канализации и со всем, что могло попасть в неё от больных холерой, другая же группа получала воду, совершенно свободную от такого загрязнения. Нужно было только выяснить источник снабжения водой каждого отдельного дома, в котором могла произойти фатальная вспышка холеры. Выполнение этой задачи требовало свести воедино информацию двух типов: случаи холеры и источник водоснабжения.
Смертность в домах, обслуживаемых «Саутуорк энд Воксхолл компани», оказалась в девять раз выше, чем в домах, обслуживаемых «Ламбет компани». Более того, последующие эпидемии холеры чётко подтвердили значимость питьевого источника.

### История эпидемиологии в России
Первая мировая война, последовавшие затем две революции, гражданская война, экономическая разруха, голод привели к невиданному до тех пор распространению различных эпидемий. Так, по далеко не полным данным, заболеваемость (инцидентность) только сыпным тифом в 1919 г. составила 2743, в 1920 г. — 2550 на 100 000 населения.
Именно в этих условиях в 1920 г. в Одессе (Новороссийский университет) была создана первая в мире кафедра эпидемиологии. Её организатор — Д. К. Заболотный ещё до войны осуществлял неоднократные и весьма успешные исследования в очагах чумы. Он открыл наличие природных очагов этой болезни, написал первый учебник по эпидемиологии.
В 1963 году Постановлением Совета Министров СССР был создан Центральный научно-исследовательский институт эпидемиологии для разработки научных основ противоэпидемического обеспечения населения страны.

## Научные направления

### Эпидемиология инфекционных болезней
Эпидемиология инфекционных болезней — это система знаний о закономерностях эпидемического процесса и методах его изучения, а также совокупности противоэпидемических мероприятий и организации их проведения с целью предупреждения заболеваемости инфекционными болезнями отдельных групп населения, снижения показателей заболеваемости совокупного населения и ликвидации отдельных инфекций. По мнению некоторых авторов (Беляков В. Д., Яфаев Р. Х., 1989 г.), предметом изучения эпидемиологии инфекционных болезней является эпидемический процесс, закономерности его развития и формы проявления.

### Эпидемиология неинфекционных болезней
Эпидемиология неинфекционных болезней — это наука, изучающая причины и условия возникновения и распространения неинфекционной заболеваемости среди населения для разработки и применения профилактических мероприятий. В эпидемиологии неинфекционных заболеваний выделяются, в зависимости от временной протяжённости причинно-следственных связей, обуславливаемых реактивностью и компенсаторными механизмами, пространственное (хорологическое) и пространственно-временное (хронологическое)направления. Эти направления достаточно существенно отличаются своими аналитическими системами и используемыми показателями. Пространственное направление эффективно используется в онкологии, сердечно-сосудистой патологии, эндокринологии и др. сферах. Хроноэпидемиологическое направление как методология и метод фазовопространственного анализа впервые разработано и использовано в психиатрии (В. П. Исхаков, 1972—2010). В рамках психиатрической эпидемиологии изучаются причины психических расстройств в обществе, концептуализация и распространенность психических заболеваний.

### Фармакоэпидемиология
В последнее время получила развитие область знаний, происшедшая от объединения фармакологии и эпидемиологии — фармакоэпидемиология. Последняя наука является теоретической и методической основой фармаконадзора, проводимого в РФ, в ЕС и США, а также по всему миру.

### Военная эпидемиология
Военная эпидемиология — это раздел эпидемиологии и военной медицины, изучающий вопросы теории и практики противоэпидемического обеспечения войск в мирное и военное время. Военная эпидемиология изучает особенности возникновения и развития эпидемического процесса в организованных воинских коллективах с учётом своеобразия их комплектования, возрастного состава, деятельности и быта, разрабатывает методы эпидемиологических обследований и систему войск. Военная эпидемиология тесно связана с общей эпидемиологией, организацией и тактикой медицинской службы, военной гигиеной и военно-полевой терапией (Акимкин В. Г.).
Цель военной эпидемиологии — обеспечение санитарно-эпидемиологического благополучия войск.
Задачи военной эпидемиологии:
- предупреждение заноса инфекционных заболеваний в войска;
- предупреждение распространения инфекционных заболеваний среди личного состава войск;
- предупреждение выноса инфекционных заболеваний из войск;
- биологическая защита войск.

Разделы военной эпидемиологии:
- учение об эпидемическом процессе и особенностях его развития среди личного состава войск;
- средства и методы противоэпидемической защиты войск;
- эпидемиологическая диагностика (ретроспективный и оперативный эпидемиологический анализ, эпидемиологическое обследование очагов инфекционных заболеваний, санитарно-эпидемиологическая разведка[англ.] и наблюдение);
- организация мероприятий по противоэпидемической защите войск в мирное и военное время;
- частная эпидемиология;
- биологическое оружие и защита от него.

### Экологическая эпидемиология
Экологическая эпидемиология — это отрасль общественного здоровья, изучающая экологические условия и опасности, представляющие риск для здоровья человека.
Экологическая эпидемиология:
- выявляет и измеряет воздействие экологических загрязнителей, проводит оценки рисков и связи;
- обеспечивает медицинское обследование и наблюдение неблагоприятных для здоровья последствий,
- также научно обосновывает уровни воздействия таких загрязнителей.

По мнению ряда авторов (Олейникова Е. В., Зуева Л. П., Нагорный С. В., 2009) термин «экологическая эпидемиология» сформулирован в последние два десятилетия на Западе, вначале — как ветвь эпидемиологии неинфекционных заболеваний, затем — как особое научное направление, посвящённое изучению, анализу и доказательству зависимости здоровья населения от состояния окружающей среды под названием «environmental epidemiology».
Предметом экологической эпидемиологии являются массовые экологически обусловленные болезни среди населения. Следовательно, экологическая эпидемиология являются частью науки эпидемиологии, а не «самостоятельной наукой», и не «методологией гигиены» или «экологии», или «общественного здравоохранения», как формулируют её ряд авторов (Ревич Б. А. и др., 2004; Привалова Л. И. и др., 2003).

### Ландшафтная эпидемиология
Одним из современных направлений эпидемиологии является ландшафтная эпидемиология (англ. Landscape epidemiology).
Ландшафтная эпидемиология происходит из области ландшафтной экологии.
Так же, как ландшафтная экология связана с анализом структуры и происходящих в экосистеме процессов (во времени и пространстве), ландшафтная эпидемиология может быть использована для анализа факторов риска и их моделирования.
Это основывается на теории, что большинство переносчиков, их хозяев и возбудителей заболеваний, обычно связаны с ландшафтом, а экологические факторы контролируют их распределение и количество.
С появлением новых компьютерных технологий, (в частности, ГИС), концепция ландшафтной эпидемиологии была применена для анализа различных инфекционных и паразитарных болезней.

### Социальная эпидемиология
Эпидемиологи проводят исследования социальных явлений, напрямую касающихся здоровья, продолжительности и качества жизни. В частности, проводятся скрининги домашнего насилия и насилия со стороны близких людей (англ. intimate partner violence).